# 德克斯特 (緬因州普查規定居民點)
德克斯特（英語：Dexter）是位於美國緬因州佩諾布斯科特縣的一個普查規定居民點。

## 人口
根據2020年美國人口普查的數據，德克斯特的面積為13.75平方千米，當中陸地面積為12.23平方千米，而水域面積為1.52平方千米。當地共有人口2093人，而人口密度為每平方千米152.22人。